# Železniční most přes kanál Ulga
Železniční most přes vodní kanál Ulga se nachází v Ratiboři ve Slezském vojvodství v jižním Polsku a Horním Slezsku. Byl zprovozněn v roce 1939. Mostem vede dvojkolejná elektrizovaná železniční trať Kandřín-Kozlí – Bohumín.

## Historie
Vznikem kanálu Ulga, jehož výstavba byla zahájena 21. srpna 1934, nastala nutnost výstavby železničního mostu, aby byla zachována celistvost železniční tratě. Nejdříve byl zlikvidován třistametrový původní železniční násep a východně byl vybudován nový železniční násep a most. Nový most se skládá ze dvou rovnoběžných příhradových mostů (každý pro jednu kolej). Most byl uveden do provozu bezprostředně po povodni v roce 1939, která smetla provizorní most. V té době byl nový most prakticky hotov a tak bylo rozhodnuto převést provoz na nové koleje. Elektrická trakce byla uvedena do provozu 23. prosince 1982.